# Флаг Фёдоровского района
Флаг Фёдоровского района является официальным символом муниципального района Фёдоровский район Республики Башкортостан Российской Федерации и служит знаком единства его населения.
Флаг утверждён 17 июля 2006 года и внесён в Государственный геральдический регистр Российской Федерации с присвоением регистрационного номера 3022.

## Описание
«Прямоугольное полотнище с соотношением ширины к длине 2:3, состоящее из двух горизонтальных полос: верхней зелёного цвета шириной 2/3 ширины полотнища и нижней синего цвета; в центре зелёной полосы идущий к древку лось белого цвета».
Данное описание флага было утверждено Геральдическим советом при Президенте Российской Федерации, но решением Совета муниципального района Фёдоровский район Республики Башкортостан от 17 июля 2006 года № 9(114) «О флаге муниципального района Фёдоровский район Республики Башкортостан» было утверждено следующее описание флага:
«Прямоугольное полотнище в соотношении ширины к длине 2:3, разделённое по горизонтали на две неравные полосы: верхнюю зелёную в 2/3 ширины полотнища и нижнюю синюю в 1/3 ширины полотнища, несущие в центре фигуру из герба муниципального района: лося изображённого в белом свете (серебряном)».
Несмотря на различия, данные тексты описывают один и тот же флаг, но официально используется рисунок флага, у которого ширина синей полосы составляет 1/5 (вместо 1/3) ширины флага.

## Обоснование символики
Флаг, разработанный на основе герба, языком символов и аллегорий отражает исторические, культурные и экономические особенности района.
Основной фигурой флага является серебряный лось — в знак обитания данных животных в крае, которые являются самыми крупными представителями живой природы района. В гербе лось символизирует свободу, достоинство, готовность идти вперёд, преодолевать трудности и препятствия.
Белый цвет (серебро) — это символ благородства, веры, чистоты, искренности, откровенности, особенно присущим жителям края. На территории района расположен государственный заказник, где произрастает 42 редких дикорастущих лекарственных растения и обитает более 17 видов насекомых, птиц и зверей, внесённых в Красную Книгу. О природном богатстве района говорит зелёная полоса. Зелёный цвет — символ изобилия, плодородия, радости, свободы, покоя и мира.
Синий цвет (лазурь) символизирует красоту, верность, доверие, безупречность, развитие, движение вперёд, означает реки Ашкадар, Дёма, Салмыш, берущих начало в районе.